# Basedowena cognata
Basedowena cognata är en snäckart som beskrevs av Alan Solem 1993. Basedowena cognata ingår i släktet Basedowena och familjen Camaenidae. Inga underarter finns listade i Catalogue of Life.